# 恋愛日記
『恋愛日記』（れんあいにっき、L'Homme qui aimait les femmes）は1977年公開のフランスの映画。フランソワ・トリュフォー監督。
数え切れないほどの女性と関係してきた脚フェチの中年男が、自らの女性遍歴を回顧した一冊の小説を出版するまでを描いた話。脚と本に対するトリュフォーのフェティッシュな情熱が極まった作品である。

## ストーリー
南部の街モンペリエの墓地で、ある男の葬儀がとり行われていた。奇妙なことに参列者は女性ばかりで、容姿もタイプもそれぞれに違っていたが皆、脚の美しさは際立っていた。その様子を遠目に眺めるビジェー（ブリジット・フォッセー）は、棺の中に眠る男・ベルトラン（シャルル・デネル）の生前の日々を思い出していく―。
流体力学研究所に勤めるベルトランは、普段は真面目な研究員だが実はとんでもない女好き、しかも美しい脚をした女を見かけると声をかけずにはいられない男だった。ドン・ファンやカサノバを気取っているわけではないのだが、彼はお世辞にもハンサムとは言い難い顔で、女性と知り合うためにはあらゆる知恵を絞り、巧みな策を講じて命がけで行動するのだった。
そんな漁色の日々を送る彼だったが、以前からアプローチしていた下着屋の女主人に振られたことをきっかけに、自分がもう若くないと思い知らされた。悩んだ末、彼は女性たちの思い出を小説に書いて残そうと考えた。たくさんの男に愛されていた母親のことや、少年時代の初体験、あらゆるタイプの女との美しくもほろ苦い思い出が次々とよみがえった。書く内容が増えたため女性タイピストまで雇って執筆していたが、あまりの内容にその女性は辞職してしまうほどだった。
何とか書き上げてパリの出版社に持っていったが採用されなかった。しかし、ただ1人だけ女性編集者のビジェーだけは小説を認めてくれ、出版にこぎつけることができた。打ち合わせをしているうちに彼女とも親密になっていく。
ある時、パリのホテルのロビーでかつて愛しあった年上の女・ヴェラ（レスリー・キャロン）と再会する。見知らぬ女性相手には饒舌になるベルトランだが、この時ばかりはぎこちない態度にならざるを得なかった。そんな彼をヴェラは優しく語りかけ、また去っていった。ベルトランはこの時、自分の本は彼女ひとりに捧げるために書きあげたことを自覚し、献辞を付けようとするが、既に印刷作業に入っていたため間に合わなかった。
クリスマス・イブの晩、ベルトランはふいに寂しさにおそわれて、かつて関係を持った女たちに手当たり次第に電話をかけるが、どの番号も通じなかった。やりきれずに街へ繰り出した彼だったが、向こう側の道を歩いている女性に声をかけようとして車道に飛び出し、車にひかれてしまった。病院に運ばれて絶対安静の身となってしまったのだが、悪いことに巡回の看護婦がとても美しい脚の持ち主だった。ベルトランがそれに触れようとしてベッドから這い上がった束の間、生命維持装置が外れてしまい…。
クリスマスに行われたベルトランの葬儀には、彼に愛され、そして彼を愛した女性ばかりが集まり、彼女たちとベルトランの人生は一冊の本となった。

## キャスト
- ベルトラン・モラーヌ：シャルル・デネル
- ジュヌヴィエーヴ・ビジェー：ブリジット・フォッセー
- デルフィーヌ・グレゼル：ネリー・ボルジョー
- エレーヌ：ジュヌヴィエーヴ・フォンタネル
- リリアーヌ：ネラ・バルビエ

## 解説
- 冒頭の墓場のシーンにトリュフォーが出演している。
- ベルトランのモデルはアンリ＝ピエール・ロシェ。ベルトランが小説を出版するために雇った女性タイピストがその内容に不快感を示して辞退するエピソードは、トリュフォーがロシェの「恋愛日記」を出版するために雇った女性タイピストたちがノイローゼにかかって次々と辞めていったという実話から。
- 猫が食器の上の残り物を食べに来るシーンがあるが、『柔らかい肌』と『アメリカの夜』でも同じシーンがある。
- 少年時代のベルトランを演じたミシェル・マルティは、ロケ地のモンペリエで偶然見つけた少年。シャルル・デネルにそっくりだったため、即興的に撮影した。
- 『ピアニストを撃て』において、ギャングの１人が「俺の親父は道路を横断していて車にひかれた。女の脚に目を奪われて、はねられたんだ」と語るシーンがあるが、これは本作のラストシーンそのものである。

## 関連作品
- 『グッバイ、デイビッド』（The Man Who Loved Woman）
  - 1983年のアメリカ映画。本作をリメイクした作品。日本では劇場未公開。